# Slow Down Baby
«Slow Down Baby» —en español: «No tan rápido nene»— es un sencillo promocional del álbum Back to Basics de la cantante estadounidense Christina Aguilera. Fue escrito por la Christina Aguilera, Mark Ronson, Kara DioGuardi y Raymond, y producida por Ronson y coproducido por Aguilera. La canción se basa en muestras de «Window Raisin' Granny» (1973)  por el grupo estadounidense Gladys Knight and the Pips and y también con la canción "So Seductive" (2005) por el rapero Tony Yayo. Debido a la inclusión de las muestras, los escritores de las canciones originales obtienen créditos de la escritura.
Musicalmente, «Slow Down Baby» es una canción pop y R&B que incorpora elementos de funky, hip hop y soul. Cuenta con la claviola, cuerno, órgano y piano de instrumentación. La canción obtuvo críticas positivas de los críticos de música, muchos de los cuales citó como un tema destacado del álbum Back to Basics. Los críticos elogiaron su mezcla de lo antiguo y moderno de las influencias, así como la interpretación vocal de Aguilera. El sencillo fue lanzado solamente en Australia durante la gira promocional del álbum en Oceanía de Aguilera. «Slow Down Baby» alcanzó el puesto número 21 en la lista de singles del australiano, a pesar de no haber recibido ninguna promoción en ese país.

## Antecedentes
Después del lanzamiento de Stripped (2002), así como la colaboración con diferentes artistas, Aguilera decidió grabar nuevos materiales de estilo de la vieja escuela para su próximo álbum.  Más tarde explicó que su largo descanso le permitió escribir mucho sobre lo que había experimentado durante ese tiempo. Aguilera también explicó que quería aportar algo novedoso para su álbum, que cuenta con 24 canciones en él. Quería tratar de evolucionar como artista y un visionario. Como resultado, Back to Basics, tercer álbum de estudio de Aguilera que se compone de dos discos. En el primer disco, que trabajó con los productores como DJ Premier y Mark Ronson entre los que muestras de la producción. El segundo fue escrito y producido exclusivamente por la productora Linda Perry. Aguilera envió cartas a diferentes productores que esperaba que podrían ayudar con la dirección que estaba tomando para el proyecto animándoles a experimentar, reinventar y crear una sensación de alma moderna. Ella describió el primer disco como "una especie de retroceso con elementos de jazz, blues y soul combinada con un toque moderno al día, como contundente beats.
Aguilera y Ronson escribió «Slow Down Baby» junto a Kara DioGuardi y Raymond, y Ronson completó la producción con la ayuda de Aguilera. En una entrevista para el Herald Sun, Ronson se refirió a la colaboración: "La he oído [Aguilera], estaba buscando para las pistas. Estaba con la mente estrecha, supuse que estaba haciendo sería. Envié algunas pistas de hip hop y recibí una llamada cuatro días más tarde diciendo que les gustaba". Él declaró que había imaginado inicialmente ofreciendo "Baby Slow Down" al dúo de rap como M.O.P., Ronson proporcionó los beats y tocaba la guitarra y el bajo, mientras que Angry tocaba el claviola, órgano y el piano. La voz de Aguilera se grabó en Allido Sound en la ciudad de Nueva York y el registro adicional fue dirigida por Oscar Ramírez en The Record Plant en Los Ángeles, California. Dave más tarde completó la mezcla de proceso en North Hollywood.

## Composición
«Slow Down Baby» es una canción de pop y R&B que combina lo moderno y lo de la "vieja escuela" sobre R&B. Tiene elementos de funky, hip hop y soul. Nick Levine de Digital Spy llamó "calientito", y de JournalNews con la crítica Sonia Murray señaló que combina hip hop y soul. «Slow Down Baby» y su instrumentación consta de pianos y cuernos.
En las letras, Aguilera dice a un hombre "lujurioso" dejarla sola mientras ella canta: "Si supieras todo de lo que te das cuenta de que llevo un anillo". La canción contiene dos muestras, «Window Raisin' Granny» (1973) del grupo de R&B Gladys Knight & the Pips -escrito por William Invitado, Merald Knight, Edward Patten y Gladys Knight- y la otra canción es «So Seductive» (2005) por el rapero Tony Yayo -escrito por Marvin Bernard, Michael Harper y Curtis Jackson-. Debido a su muestreo, los escritores de las canciones originales se acreditan como compositores. De acuerdo con las partituras publicadas en Musicnotes.com por Universal Music Publishing Group, «Slow Down Baby» está escrito en el compás del tiempo común con una frecuencia de latido moderado de 110 latidos por minuto. La canción está escrita en clave de F♯ menor y se extiende rango vocal de Aguilera de la baja nota de un 3 a la alta nota de T5.

## Recepción

### Crítica

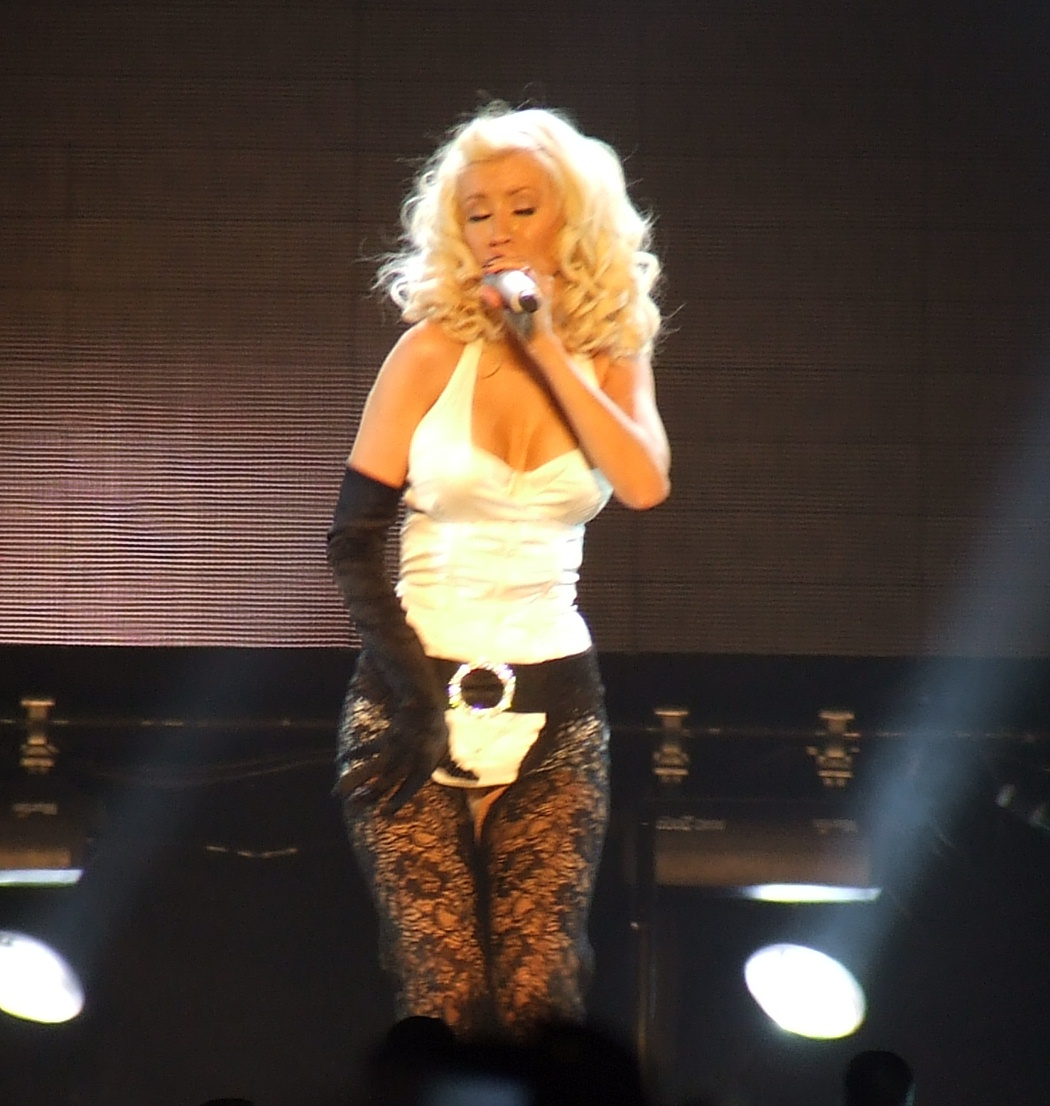
Christina Aguilera interpretando la canción en la gira mundial Back to Basics Tour.

The Guardian con la crítica Dorian Lyskey quien fue positiva en relación con «Slow Down Baby» escribiendo que "inteligentemente golpea a 50 Cent". John Murphy de MusicOMH lo nombró uno de los puntos destacados del álbum y consideró "fresco y moderno". Por otra parte, Murphy calificó como "fuerte y atrevido infecciosa emergente" y lo usó como ejemplo de Aguilera es "en su mejor momento". La escritura de The Boston Globe, Joan Anderman comentó que "la maraña de la canción de los cuernos y pianos [se] es empujado al borde de sentido sonic". Len Righi de The Morning Call escribió que "canta (Aguilera) con notable convicción" en todo el álbum, pero el soul y el funk de «Slow Down Baby» la puso en "las puertas de Aretha Franklin". The Virginian-Pilot con el escritor Malcolm Venable comentó que «Slow Down Baby» junto a "Back in the Day" y "Without You" muestra de Aguilera sus voces y "bien apretón apretado, aparentemente sin esfuerzo escribir canciones ".
Jody Rosen de la revista Entertainment Weekly escribió que la canción "perfectamente combina la vieja y la nueva escuela de R&B". Tampa Bay Times y el crítico de Sean Daly denominó a "Baby Slow Down" y dijo que "la esencia misma de Aguilera", lo que indica la "vieja escuela, nueva escuela y bandas vocal general". D. Spence de IGN recomendado «Slow Down Baby» para su descarga digital y elogió Aguilera "insistencia gutural". Scott Mervis del Pittsburgh Post-Gazette escribió que la canción junto con el primer sencillo del álbum "Ain't No Other Man" y "Understand" mantienen a [Aguilera] en el alma de la vieja escuela que deja su voz ilimitada funcionar salvaje y libre". En 2010, Digital Spy con el crítico Nick Levine incluyó a "Down Slow Baby" en una lista de diez mejores canciones de Aguilera.

### Comercial
Promover el tour del álbum en Oceanía de su disco en promoción en ese entonces en la gira Back to Basics Tour, promocinó «Slow Down Baby»  y fue lanzado como sencillo promocional del álbum el 28 de julio de 2007 en Australia. Debutó en el número 41 en el Tracks digital de la lista de Australian Recording Industry Association en la edición de 23 de julio de 2007. La canción más tarde entró en el cuadro principal de individuales en el número 21 en la edición del 6 de agosto de 2007. «Slow Down Baby» debutó en el número 20 en la lista de sencillos físicos y se levantó con el número 22 en el gráfico digital. Se mantuvo en el durante seis semanas.

## Presentaciones en vivo
Aguilera realizó por primera vez la canción durante un concierto frente a 1 500 aficionados e invitados en Londres el 20 de julio de 2006. La interpretó entre los os 40 minutos de concierto, entre esos minutos estaban las canciones compuestas por el entonces próximo Back to Basics y otras canciones, entre ellos "Lady Marmalade" (2001) y "Beautiful" (2002). Aguilera terminó el show con "Baby Slow Down", y David Smyth del Evening Standard, comentó que la canción "redondea las cosas con grandes con cuernos y ritmos más grandes". La canción fue posteriormente interpretada durante la gira mundial Back to Basics Tour. El rendimiento fue precedida por titulares de los periódicos que parpadeaban en la pantalla grande como por ejemplo, "Christina va de 'Dirrty' a recatada" y "Christina limpia su acto".  Aguilera llevaba encaje negro botas altas y un blanco traje. La actuación está incluida en el lanzamiento del vídeo Back to Basics: Live and Down Under (2008).

## Lista de canciones
- CD sencillo

1. «Slow Down Baby» – 3:29
2. «Slow Down Baby» (Instrumental) – 3:28

Otras versiones de «Slow Down Baby» están recogidas en  Remixes de Christina Aguilera.

## Posiciones
| Europa    |                               |    |
| Europa    | European Airplay Top 100      | 92 |
| Oceanía   |                               |    |
| Australia | Australian ARIA Singles Chart | 21 |